# Gravures rupestres de la région de Aïn Sefra
Les gravures rupestres de la région de Aïn Sefra (Wilaya de Naâma, Algérie) sont des gravures rupestres du Sud-oranais d'âge néolithique. Au long de l'Atlas saharien elles font suite à celles, à l'ouest, aux gravures rupestres de la région de Figuig et précèdent, à l'est, les gravures rupestres de la région d'El-Bayadh, de la région d'Aflou puis de la région de Tiaret. Des gravures comparables ont été décrites, plus à l'est encore, dans la région de Djelfa au sud d'Alger, dans le Constantinois et plus au sud dans la région de Taghit.

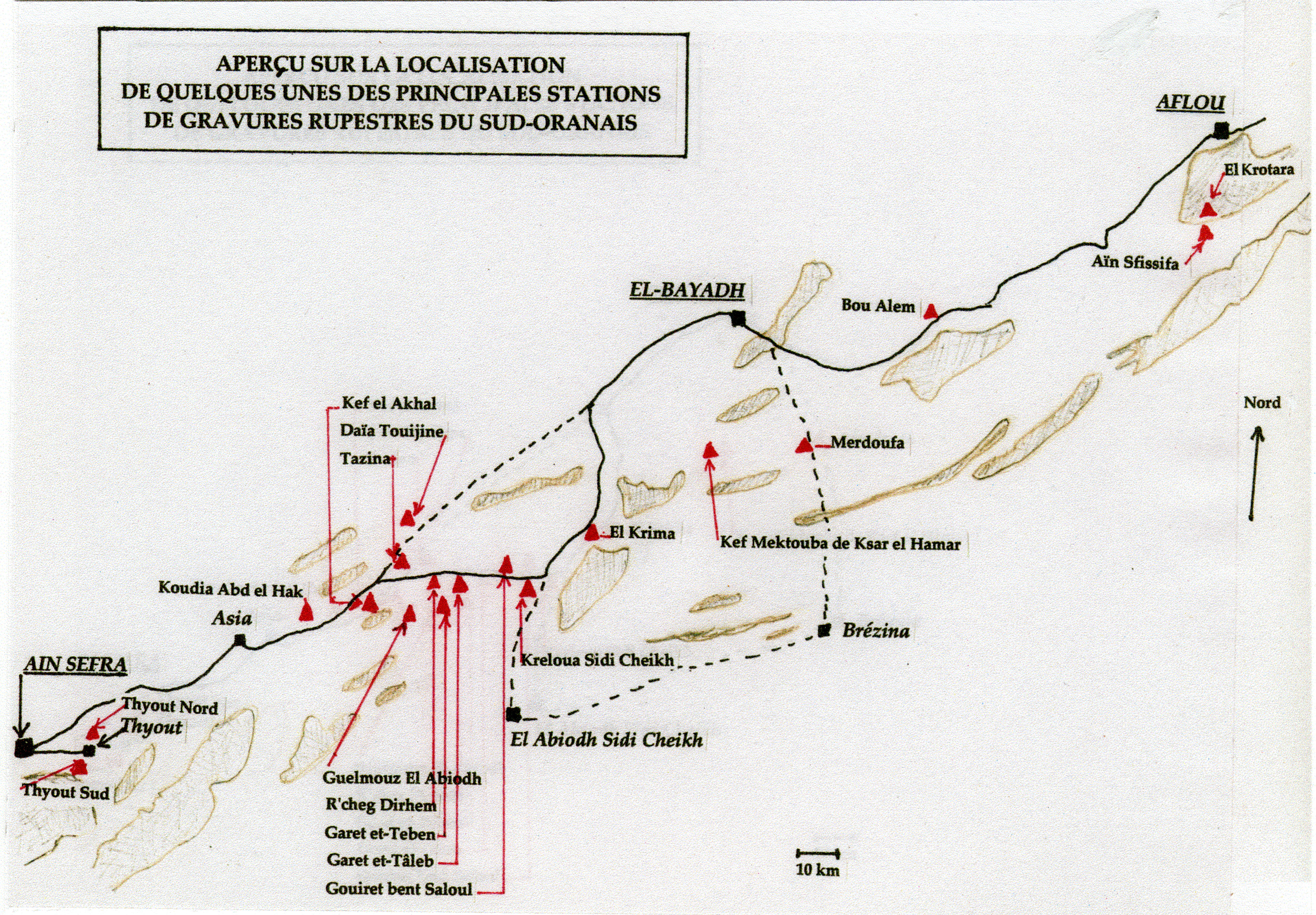
Aperçu sur la localisation de quelques-unes des principales stations de gravures rupestres du Sud-oranais.

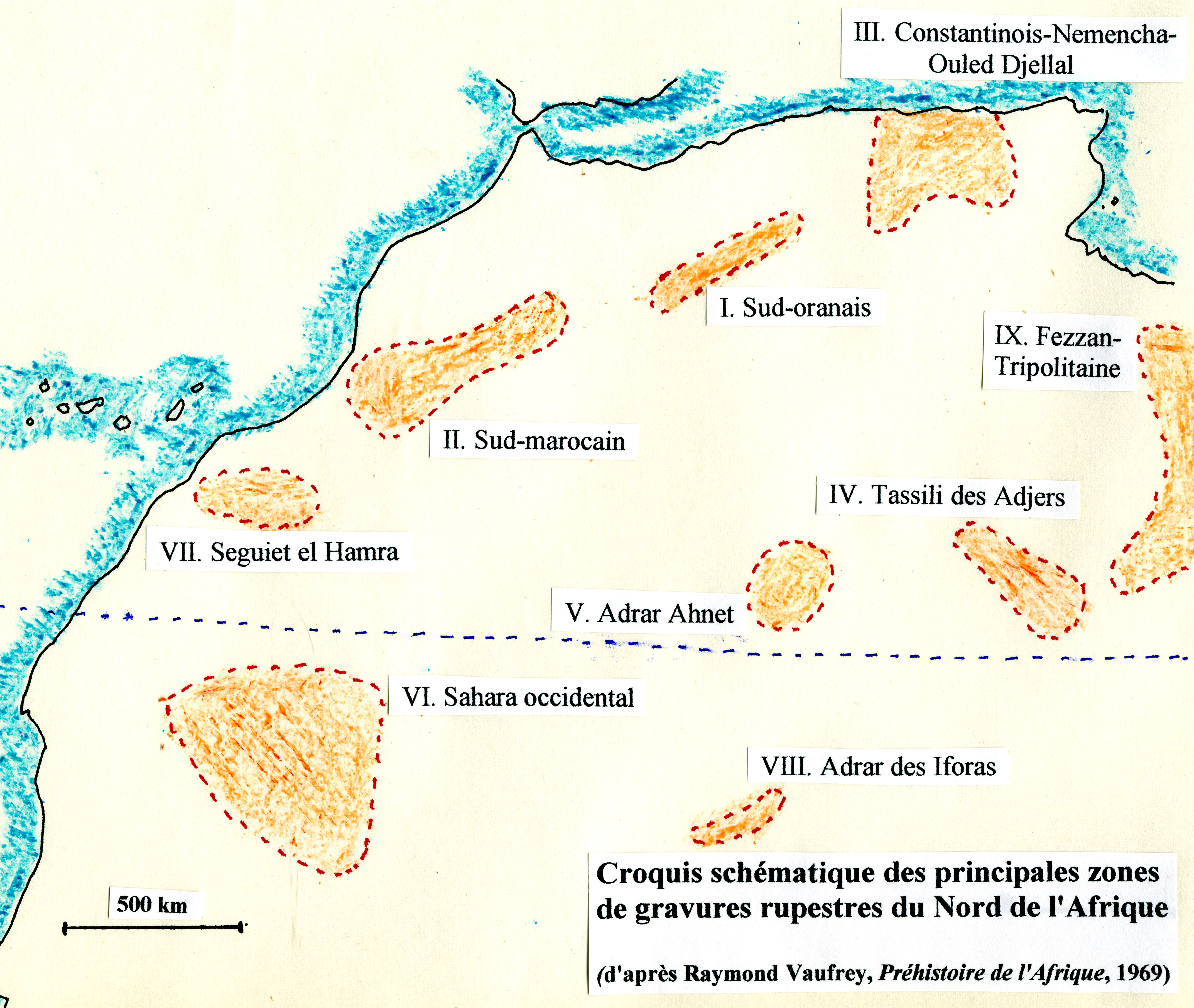
Principales zones de gravures rupestres d'Afrique du Nord.

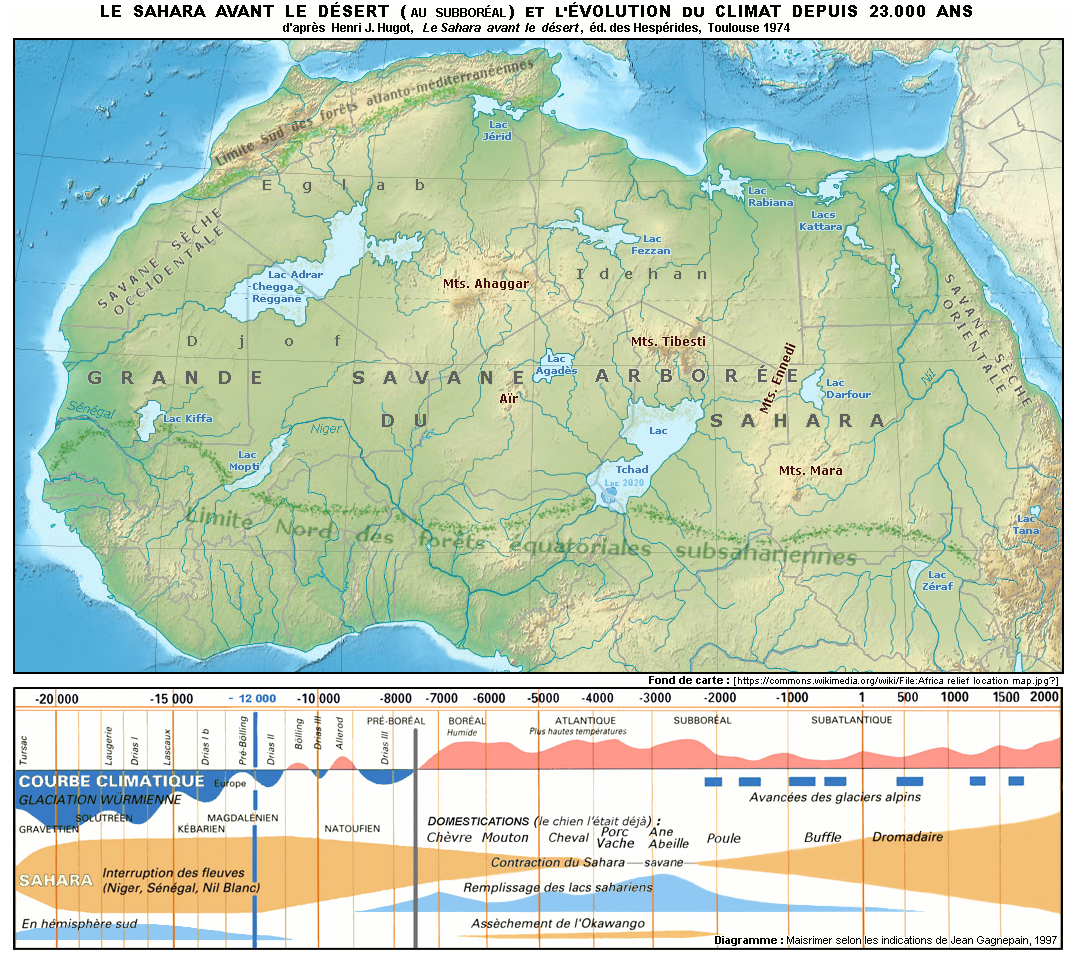
Le « Sahara vert » : la végétation était de type savane arborée et la faune, attestée par les restes fossiles et l'art rupestre, comprenait des autruches, des gazelles, des bovins, des girafes, des rhinocéros, des éléphants, des hippopotames, des crocodiles…

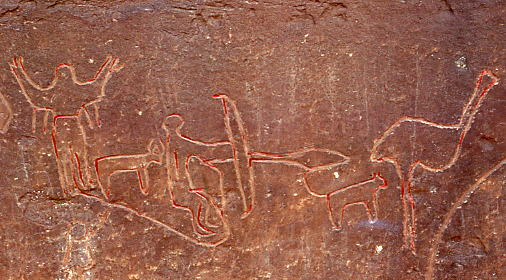
Thyout, orant, archer et son chien chassant une autruche (L: 125 cm)
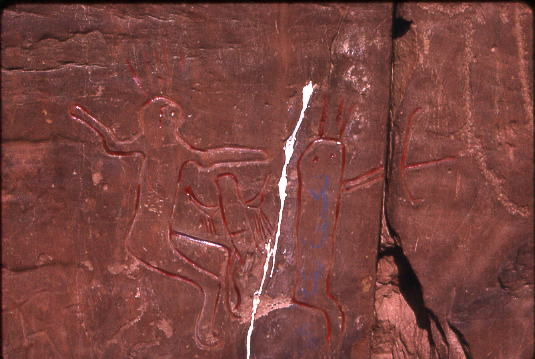
Thyout, deux personnages (L: 65 cm)
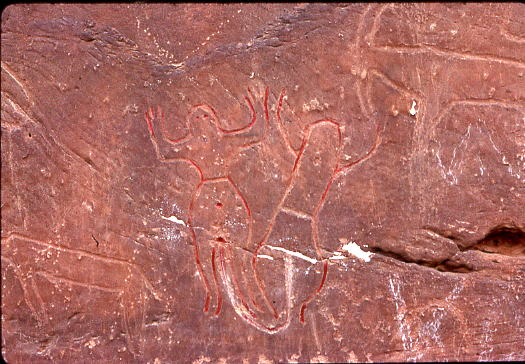
Thyout
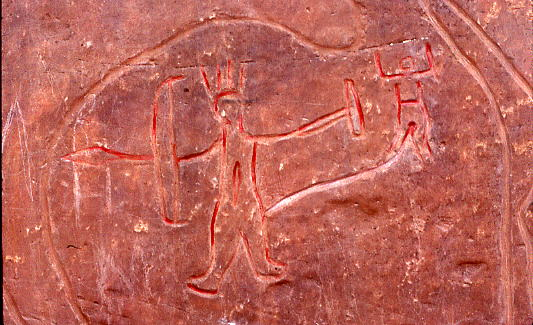
Thyout, orant et archer (L: 65 cm)
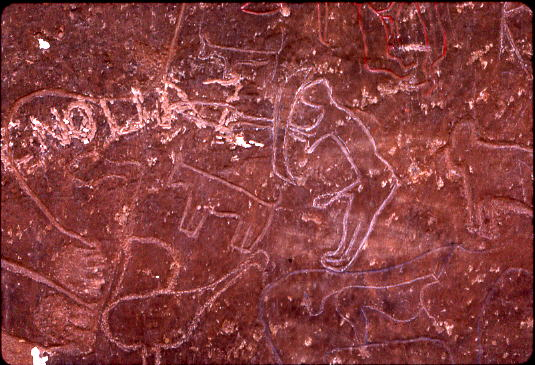
Thyout, chasse au lion (L chien: 20 cm)
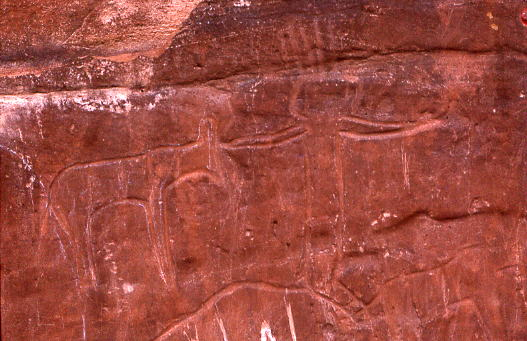
Thyout.

## Historique
Moins célèbres que les figurations du Tassili les gravures du Sud-oranais font cependant l’objet d'études dès 1863. Les travaux les plus importants sont notamment dus à Auguste Pomel (de 1893 à 1898), Stéphane Gsell (de 1901 à 1927), Georges-Barthélemy Médéric Flamand (de 1892 à 1921), Leo Frobenius et Hugo Obermaier (en 1925), l'Abbé Henri Breuil (de 1931 à 1957), Léonce Joleaud (de 1918 à 1938), Raymond Vaufrey (de 1935 à 1955).
Des travaux plus récents et complets sont connus notamment ceux de Malika Hachid (nombreux travaux de terrain, inventaires et publications depuis 1979), du Père François Cominardi (1979), de J. Iliou (1980), de Paul Huard et Léone Allard-Huard (1980).
En 1955 et 1964  Henri Lhote effectue des séjours de plusieurs mois dans le Sud-oranais qui lui permettent de compléter les recherches précédentes, d'ajouter des centaines de descriptions nouvelles et de publier en 1970 Les gravures rupestres du Sud-oranais dans la série des “Mémoires du Centre de recherches anthropologiques préhistoriques et ethnographiques” (CRAPE) dirigée à Alger par Mouloud Mammeri (Arts et Métiers graphiques, Paris, 210 pages et reproductions photographiques). Il s'y intéresse principalement aux gravures de la région d'El Bayadh.
Les gravures de la région de Aïn Sefra comportent de nombreuses figurations humaines, interprétées de diverses façons.
Beaucoup ont été très dégradées, notamment par la peinture rouge malheureusement employée pour souligner plus ou moins précisément leurs dessins.

## À l'est de Aïn Sefra
Paul Huard et Léone Allard-Huard signalent, au sud de la route de Aïn Sefra à Béchar, les sites de Bou Semghoum (buffles et scène dans laquelle un chasseur frappe avec sa hache un éléphant au jarret) et de Aïn Es Soum
Sur les 69 stations recensées et numérotées dans l'ouvrage de Lhote, 12 appartiennent à la région de Aïn Sefra : Oued Dermel (no 7 et 8), Hadjra m'Guil (9), Oued Lar'ar (10), El Hadj Mimoun (11), Djénein Bou Zreg (12), Hassi Sliman ben Moussa (13), Moghar et-Tahtani nord (14) et sud (15), Hadjra Mahisserat (16), Thyout nord (17) et sud (18). 4 d'entre elles font l'objet de descriptions.

### Oued Dermel
Le site se trouve à 4 km au sud-ouest de la petite gare d'Hajrat-m-Guil. Entre deux petits pitons rocheux passe l'ancienne piste (jadis construite par la Légion menant d'Aïn-Sefra à Colomb-Béchar). Sur le piton situé à l'ouest de cette piste, un ensemble de gravures figure quatre personnages longiformes associés à deux quadrupèdes aux pattes effilées, une antilope ou une chèvre et un bélier. Un bœuf de style différent apparaît plus tardif. Le premier personnage, à gauche, qui mesure 50 cm porte une ceinture prolongée par un pagne ou une queue postiche et, à hauteur du coude droit, un objet en forme de haricot qui pourrait être un bouclier. Le deuxième personnage, dans la position des orants, ne manifeste pas ces détails vestimentaires tandis que le troisième (80 cm) est semblable au premier. Un quatrième personnage est de plus petite taille. Selon Henri Lhote (p. 11), l'ensemble « est à rapporter à l'« école de Tazina » (du nom de la station de la région d'El Bayadh).

### Hadjrat Mahisserat
Henri Lhote se borne à noter que la célèbre station (ensemble d'éléphants) s'est trouvée défigurée, toute une partie des traits ayant été recouverte d'une peinture jaune indélébile.

### Moghar et-Tahtani
En amont du village de ce nom (au sud de la route allant d'Aïn-Sefra à Colomb-Béchar), les gravures se trouvent sur des dalles horizontales. La station est, avec celle de Thyout, l'une des plus anciennement connues dans le Sud-oranais. Moulée et déposée au musée national du Bardo à Alger, la plus remarquable figure est la « momie », selon l'identification de Flamand, que Lhote à la suite de Vaufrey interprète plutôt comme un félin ligoté replié sur lui-même. Les autres gravures représentent des bovidés, des autruches (notamment une superposition de seize d'entre elles limitées à leurs seuls cous), plusieurs personnages dont un orant, vêtu d'un pagne et coiffé de plumes, associé à un bélier. Leur style et leur technique les apparentent à « l'école de Tazina ».

### Tioutnord
La station située au nord du village de Tiout est connue depuis 1847.
Palmeraie du sud Algérien

### Tiout sud
La station de Tiout sud n'est découverte qu'en 1967. On y rencontre trois éléphants de 1,80, 1,28 et 1,15 m de hauteur. Les premiers apparaissent de réalisation médiocre ou assez raide, le dernier est en revanche de très beau style. Pour Lhote la juxtaposition des animaux est intéressante car « ils présentent trois styles, trois techniques de trait et trois profils différents ainsi que trois formes d'oreilles différentes, alors qu'ils sont incontestablement de la même époque ». D'autres gravures représentent des asiniens.

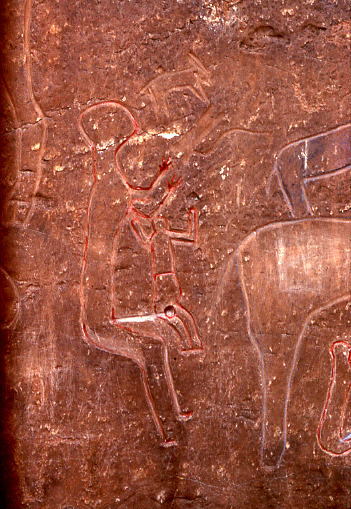
Thyout (L: 22 cm)
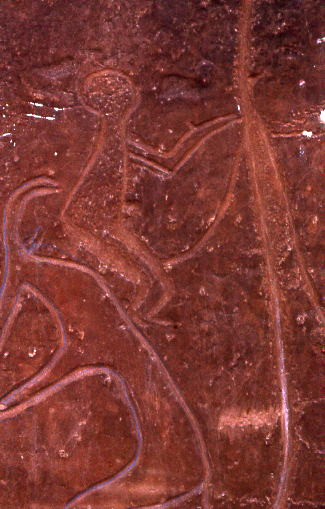
Thyout
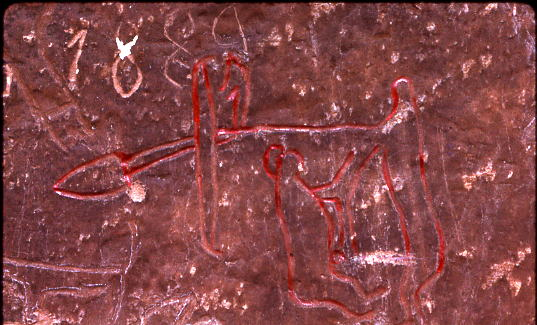
Thyout
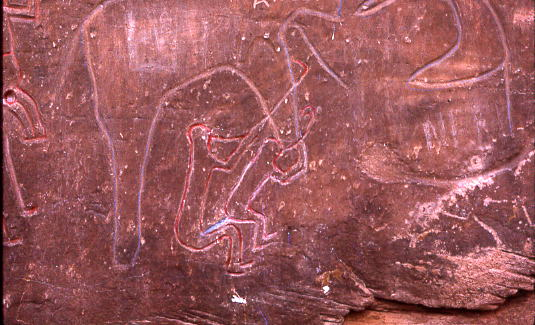
Thyout
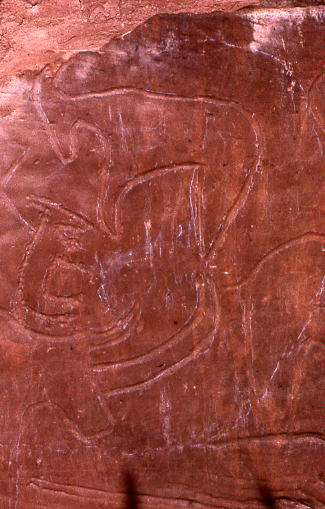
Thyout
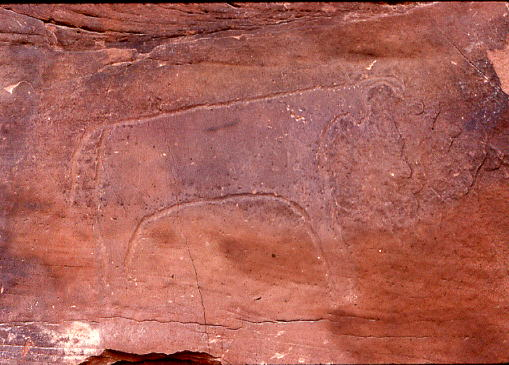
Thyout
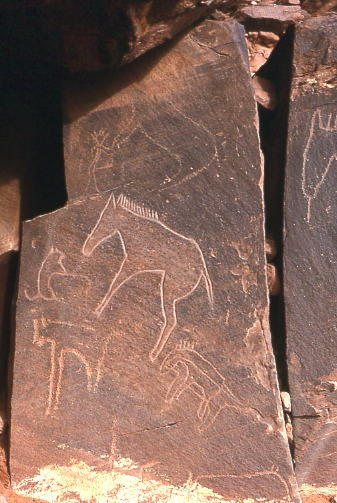
Thyout-sud, âne (L:60 cm)
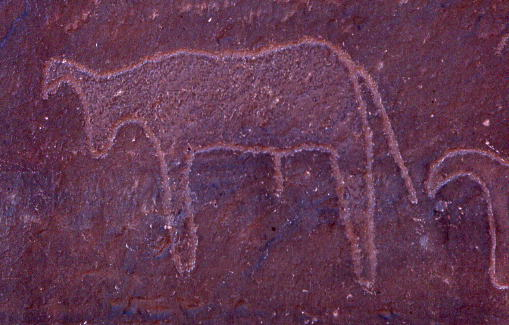
Thyout
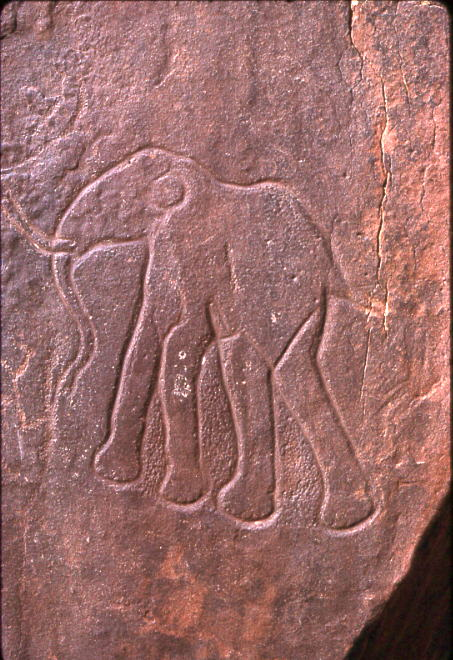
Thyout-sud, éléphant et, à droite, petit personnage aux jambes ployées (H:115 cm)
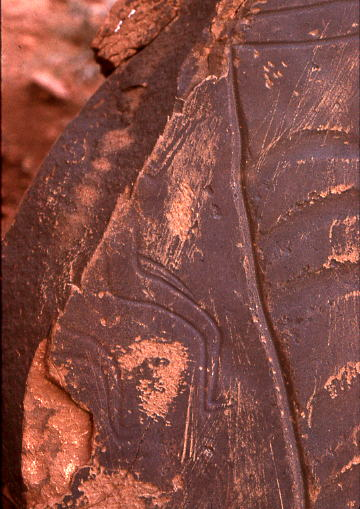
Thyout, silhouette humaine

## À l'ouest de Aïn-Sefra
Sur les 69 stations recensées et numérotées dans l'ouvrage d'Henri Lhote, 6 appartiennent à la région de Figuig, ville située au Maroc mais certaines se trouvent, au-delà de la frontière, en Algérie : Tisserfine(1), Beni-Ounif (2), Djebel Mélias (3), col des Zénaga (4), Djebel Youssef (5) et  Djattou (6). 
Une seule d'entre elles, au sud de la route de Aïn Sefra à Béchar, fait l'objet d'une courte description, Beni-Ounif (« Gara el Hamir »), où sont représentés un petit félin de réalisation médiocre et un ensemble de petits chevaux de bonne qualité (appartenant à l'étage tardif suivant celui des chars). Paul Huard Paul et Léone Allard-Huard reviennent sur la description de Vaufrey, signalant que le chasseur porte à hauteur de ceinture un cône d'apparence rigide.
Henri Lhote signale par ailleurs au « col des Zénaga » l'existence de deux béliers à sphéroïdes garnis de plumes et d'une brebis munie en plus d'appendices foliacées, la brebis et l'un des béliers portant un collier.
Au nord de la route de Aïn Sefra à Béchar, d'est en ouest, Paul Huard et Léone Allard-Huard signalent le site de Oued Dermel (autruches placées devant un piège circulaire), et reviennent sur ceux de Djattou et Djebel Youssef.